# 二風谷村
二風谷村（にぶだにむら）は、かつて北海道沙流郡にあった村。現在の平取町字二風谷の領域。

## 沿革
- 1858年（安政5年）、蝦夷地の調査を行った松浦武四郎の記録によると、当時の「ニフタニ村」は「ホンニフタニ」「ビハウシ」「カンカン」という3つの集落によって構成され、「エニセテキ」という人物が乙名を務めていた[1]。
- 1892年、二風谷尋常小学校が開校となる[2]。
- 1897年（明治20年）1月1日、行政組織としての「二風谷村」が発足する[3]。
- 1920年（大正9年） - 第一回国勢調査にて、「二風谷村」の人口311人を数える。
- 1923年（大正12年）10月1日 -　紫雲古津村、長知内村、幌去村、荷菜村、荷負村、貫気別村、荷菜摘村と共に、平取村と合併する[4]。